# Anacypta higonia
Anacypta higonia là một loài bọ cánh cứng trong họ Trogossitidae. Loài này được Lewis miêu tả khoa học năm 1888.